# Den Harrow
Den Harrow – nazwa projektu muzycznego italo disco autorstwa Roberto Turattiego i Mikiego Chieregato, a także pseudonim artystyczny uczestniczącego w tym projekcie Stefano Zandriego (ur. 4 czerwca 1962 w Nova Milanese) – włoskiego modela i tancerza. Den Harrow stał się popularny w latach 80. w czasie złotego wieku italo disco i dotarł do pierwszej dziesiątki list przebojów we Włoszech, Niemczech, Szwajcarii i Szwecji z takimi przebojami jak „Future Brain”, „Mad Desire”, „Bad Boy”, „Don't Break My Heart”, „Day by Day” i „Catch the Fox”, które pochodziły z dwóch pierwszych albumów: Overpower i Day by Day.
Zandri był twarzą projektu Den Harrow, wykonując utwory z playbacku na estradzie i w teledyskach, a głos, od początku aż do roku 1991 należał do innych wokalistów, takich jak Chuck Rolando, Silvio Pozzoli, Tom Hooker i Anthony James. Jednak przez długi czas charakter tego projektu nie był jawny, prezentując Dena Harrow jako prawdziwego piosenkarza.

## Kariera
Według oficjalnej, ale fikcyjnej biografii, Den Harrow to Manuel Stefano Carry. Urodził się 4 czerwca 1962 w Bostonie w Massachusetts. Jego ojciec był architektem. Jego rodzina przeniosła się do Włoch, gdy Carry był małym dzieckiem. W wieku siedmiu lat Carry nauczył się grać na gitarze i pianinie. Jego rodzice rozwiedli się i Carry, jego brat i siostra przebywali z matką. W domu posługiwał się tylko językiem włoskim. Przechodził pewne trudności w szkole. Dodatkowo zaczął ćwiczył kulturystykę, breakdance i judo (co miało zostać uwidocznione w teledysku do "Mad Desire"). Potem spotkał Roberto Turattiego, który był DJ-em w klubie American Disaster. Turatti i jego przyjaciel Miki Chieregato wymyślili dla niego pseudonim artystyczny 'Den Harrow', pochodzące od włoskiego słowa denaro, oznaczającego pieniądze. Den Harrow brał lekcje śpiewu i w Hole Records nagrał swoje pierwsze dwie piosenki - "To Meet Me" i "A Taste of Love".
Turatti i Chieregato zdecydowali, iż Stefano Zandri będzie odpowiedzialny jedynie za wizerunek sceniczny, ponadto rozpowszechnili na jego temat nieprawdziwe informacje. Piosenki, co zostało ujawnione po latach, śpiewali inni wokaliści aniżeli Zandri. Zdaniem jednego z wokalistów, Toma Hookera, wynikało to z faktu, iż Zandri nie potrafił śpiewać, słabo znał język angielski, ale był przystojny i podobał się fankom. Pierwszym wokalistą projektu Den Harrow został Chuck Rolando, który zaśpiewał takie piosenki jak "To Meet Me" i "A Taste of Love". W 1984 roku Rolando podpisał kontrakt z Durium Records i nowym wokalistą został Silvio „Silver” Pozzoli. W 1985 zaśpiewał on „Mad Desire” w wersji na singlu. Po przejęciu projektu Den Harrow przez wytwórnię Baby Records nowym wokalistą został Tom Hooker. Przez wzgląd na spójność, Hooker ponownie nagrał „Mad Desire”, a także dwa single – „Bad Boy” i „Charleston” (1985), które zdobyły status hitów w Szwajcarii i Szwecji. Album, singel i Den Harrow zdobyli kilka nagród, w tym Festivalbar, Vota La Cove i Srebrnego Otto niemieckiego magazynu Bravo.
Projekt odniósł ponadto sukces we Włoszech oraz innych krajach europejskich, a niektóre piosenki, m.in. „Future Brain” czy „Don’t Break My Heart”, znalazły się na szczytach list przebojów w Europie. Album Day by Day (1987) sprzedał się natomiast w milionie kopii. Po jego wydaniu, Zandri opuścił Baby Records, kontynuując wszakże nagrywanie piosenek jako Den Harrow. Na wokalu Turatti i Chieregeto zatrudnili piosenkarza o znacznie wyższym rejestrze, Anthony’ego Jamesa. Single „My Time” i „You Have a Way” były mniej popularne, ale mimo tego, pojawiły się w europejskich reklamach Adidasa i Coca-Coli. W roku 1988 Chieregato i Hooker zrealizowali album  Bad reputation (1988-Baby Records), który promowały single – "Feeling Okay" i "No More Heaven".
Po wydaniu "Holiday Night" i "Take Me Back" w 1989, Zandri zakończył swoją współpracę z Turattim, Chieregato i Baby Records. Po kilku latach znacznie mniejszego sukcesu komercyjnego, Zandri przeniósł się do Kalifornii, aby wziąć udział w operze mydlanej NBC Sunset Beach. W 1998 roku Zandri ukończył kurs śpiewu.
W listopadzie 2006 w kaplicy The Little Church of the West (tutaj w filmie Miłość w Las Vegas ślub wzięli Elvis Presley i Ann-Margret) w Las Vegas Zandri poślubił o 14 lat młodszą Federicę Bertoni, z którą ma córkę Carlottę. Jednak się rozwiódł i ożenił po raz drugi z Annalisą Orlandi.

## Dyskografia

### Albumy studyjne
| Overpower                   | - Data: 1985 - Wydawca: Baby Records, Ariola - CD, kaseta, LP | –  | 29 | 20 |
| Day By Day                  | - Data: 1987 - Wydawca: Baby Records, Ariola - CD, kaseta, LP | 13 | 25 | 4  |
| Lies                        | - Data: 1988 - Wydawca: Baby Records, Ariola - CD, kaseta, LP | 63 | –  | —  |
| „–” album nie był notowany. |                                                               |    |    |    |

### Kompilacje
| The Best Of                 | - Data: 1989 - Wydawca: Baby Records, Ariola - CD, kaseta, LP | 18 |
| I Successi                  | - Data: 1999 - Wydawca: D.V. More Record - CD, kaseta, LP     | —  |
| „–” album nie był notowany. |                                                               |    |

### Kompilacje z nowymi utworami
| Tytuł                | Dane dot. albumu                                        |
| -------------------- | ------------------------------------------------------- |
| I, Den               | - Dat: 1996 - Wydawca: SAIFAM - CD, kaseta, LP          |
| Back From the Future | - Data: 1999 - Wydawca: Do It Yourself - CD, kaseta, LP |

### Single
| „To Meet Me”                          | 1983 | –  | –  | –  | –  | –  | —  |                      |
| „A Taste of Love”                     | 1983 | –  | –  | –  | –  | –  | —  |                      |
| „Mad Desire”                          | 1984 | 15 | –  | –  | –  | –  | —  | Overpower            |
| „Bad Boy”                             | 1985 | 3  | 17 | 20 | 10 | –  | 11 | Overpower            |
| „Future Brain”                        | 1985 | 9  | 17 | –  | 6  | –  | 6  | Overpower            |
| „Overpower / Broken Radio”            | 1985 | –  | –  | –  | –  | –  | —  | Overpower            |
| „Charleston”                          | 1986 | 8  | 27 | 18 | –  | –  | 17 | Overpower            |
| „Catch the Fox (Caccia Alla Volpe)”   | 1986 | 7  | –  | 27 | 12 | 16 | 8  | Day By Day           |
| „Day By Day”                          | 1987 | 29 | –  | –  | –  | –  | —  | Day By Day           |
| „Don't Break My Heart”                | 1987 | 8  | –  | 4  | –  | –  | 6  | Day By Day           |
| „Tell Me Why”                         | 1987 | 15 | –  | 22 | –  | –  | 12 | Day By Day           |
| „Energy Rain”                         | 1987 | –  | –  | –  | –  | —  |    | Day By Day           |
| „You Have a Way”                      | 1988 | 10 | –  | 56 | –  | –  | —  | Lies                 |
| „Born to Love”                        | 1988 | 13 | –  | 45 | –  | –  | —  | Lies                 |
| „Lies / I Wanna Go”                   | 1988 | –  | –  | –  | –  | –  | —  | Lies                 |
| „My Time / You Have a Way”            | 1988 | –  | –  | –  | –  | –  | —  | Lies                 |
| „Holiday Night”                       | 1989 | –  | –  | 38 | –  | –  | —  | The Best Of          |
| „Take Me Back”                        | 1989 | –  | –  | –  | –  | –  | —  |                      |
| „Ocean”                               | 1991 | –  | –  | –  | –  | –  | —  |                      |
| „All I Want Is You”                   | 1992 | –  | –  | –  | –  | –  | —  |                      |
| „Real Big Love”                       | 1992 | –  | –  | –  | –  | –  | —  |                      |
| „You and the Sunshine”                | 1993 | –  | –  | –  | 7  | –  | —  |                      |
| „Take Me”                             | 1993 | –  | –  | –  | –  | –  | —  | I, Den               |
| „The Universe of Love”                | 1994 | –  | –  | –  | –  | –  | —  | I, Den               |
| „I Need a Lover”                      | 1995 | –  | –  | –  | –  | –  | –  |                      |
| „Tomorrow Is Another Day”             | 1995 | –  | –  | –  | –  | –  | —  | I, Den               |
| „I Feel You”                          | 1996 | –  | –  | –  | –  | –  | –  | I, Den               |
| „Future Brain '98”                    | 1998 | –  | –  | –  | –  | –  | —  | Back From the Future |
| „Go Away”                             | 1999 | –  | –  | –  | –  | –  | —  | Back From the Future |
| „Don't Break My Heart (2001 Remixes)” | 2001 | –  | –  | –  | –  | —  |    | Back From the Future |
| „Push Push”                           | 2006 | –  | –  | –  | –  | –  | —  |                      |
| „–” album nie był notowany.           |      |    |    |    |    |    |    |                      |